# Nationaal Park Malá Fatra
Het Nationaal Park Malá Fatra of Nationaal Park Kleine Fatra (Slowaaks: Národný Park Malá Fatra) is gelegen in de Slowaakse kraj Žilina en vormt de meest westelijke kern van de Karpaten. Sinds de jaren '60 is de invloed van de mens in het gebied sterk toegenomen en daarom werd het gebied van de Malá Fatra al in 1967 tot landschapspark (Slowaaks: CHKO) uitgeroepen. Op 1 april 1988 volgde de opschaling naar nationaal park. Het gebied valt tevens binnen het Natura 2000-netwerk van de Europese Unie, om de meest kwetsbare biotopen en diersoorten te kunnen beschermen.

## Algemene informatie
Het Nationaal Park Malá Fatra is rijk aan reliëf. Met 1.709 meter is de Veľký Kriváň de hoogste berg in het gebied. Het gebied is voor ongeveer 83% bedekt met bossen, waarin beukenbossen over het algemeen het dominantst zijn. De variatie aan hoogtes zorgt voor een hoge biodiversiteit. Er zijn tot dusver meer dan 900 vaatplanten vastgesteld. Eén soort is zelfs endemisch voor de Malá Fatra, namelijk Sorbus margittaiana, een soort lijsterbes. Ook groeien er 22 soorten die alleen in het westen van de Karpaten voorkomen en nog eens 14 die alleen in de Karpaten voorkomen.

## Fauna
In het Nationaal Park Malá Fatra leven verschillende zoogdieren zoals de Euraziatische lynx (Lynx lynx), otter (Lutra lutra), edelhert (Cervus elaphus) en zelfs de bruine beer (Ursus arctos). Onder de vele vogelsoorten bevinden zich zeldzaamheden als auerhoen (Tetrao urogallus), korhoen (Lyrurus tetrix), steenarend (Aquila chrysaetos) en rotskruiper (Tichodroma muraria).

## Belangrijkste attracties
De belangrijkste toeristische attracties zijn de berg Veľký Kriváň (1.709 m), wat de hoogste berg van Malá Fatra is. Ook de minder hoge Veľký Rozsutec (1.610 m) is geliefd en staat bovendien op het embleem van het Nationaal Park Malá Fatra. Er zijn er enkele watervallen die voor bezoekers interessant zijn, zoals de Horné Diery, Dolné Diery en de Šútovský vodopád. De laatstgenoemde heeft een vrije val van 38 meter.

## Afbeeldingen

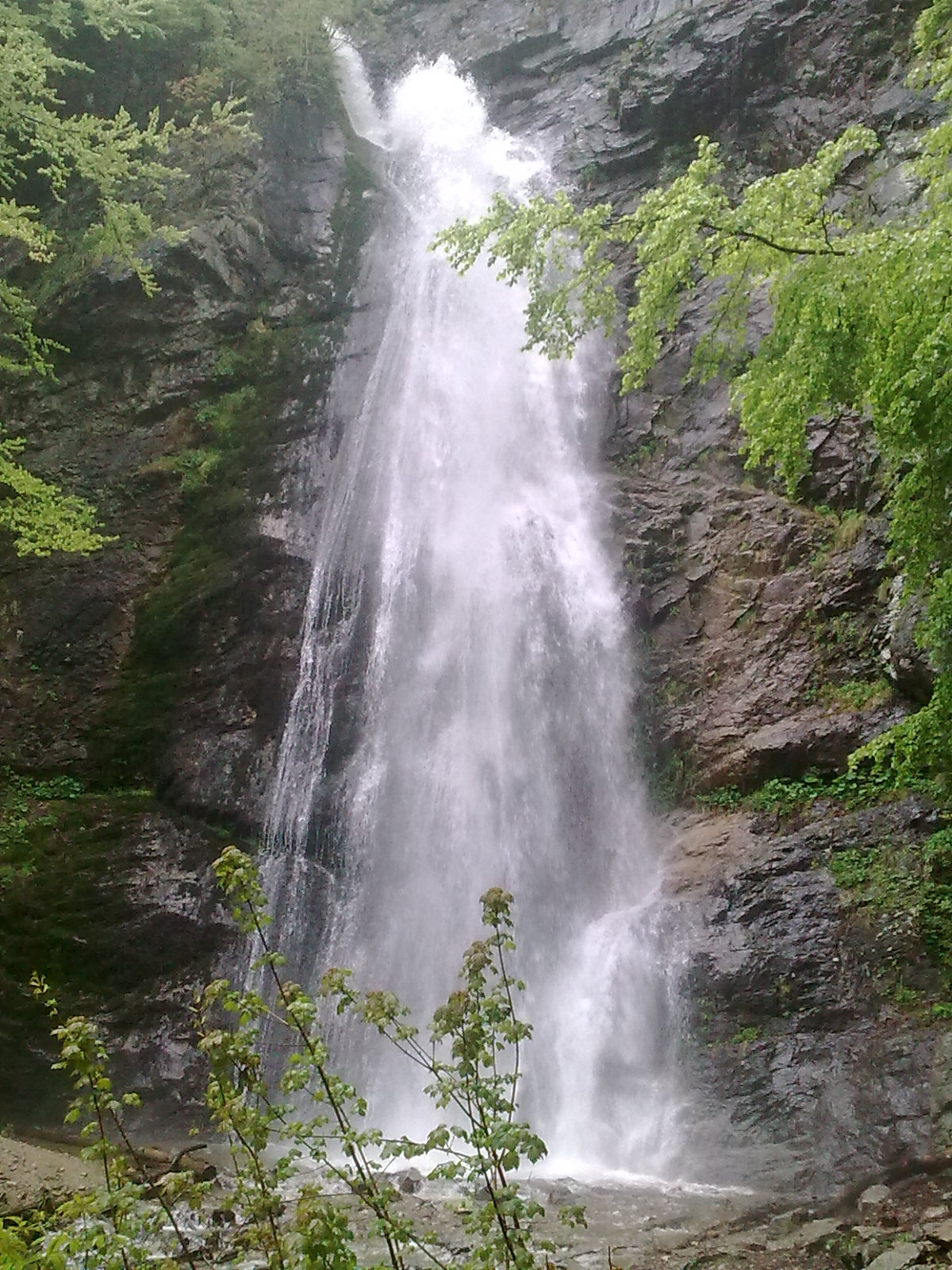
De Šútovský vodopád.
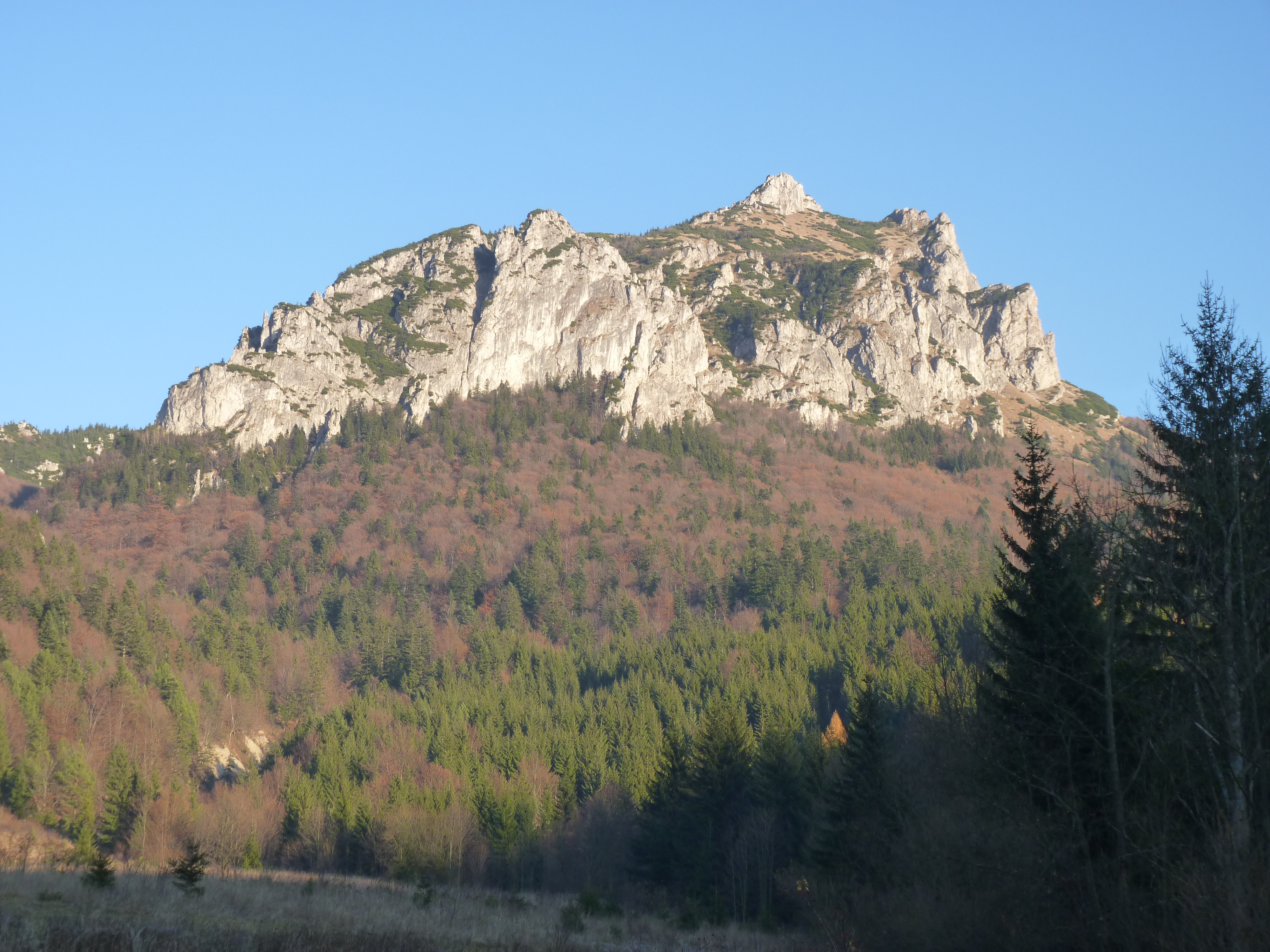
Uitzicht op de Veľký Rozsutec.
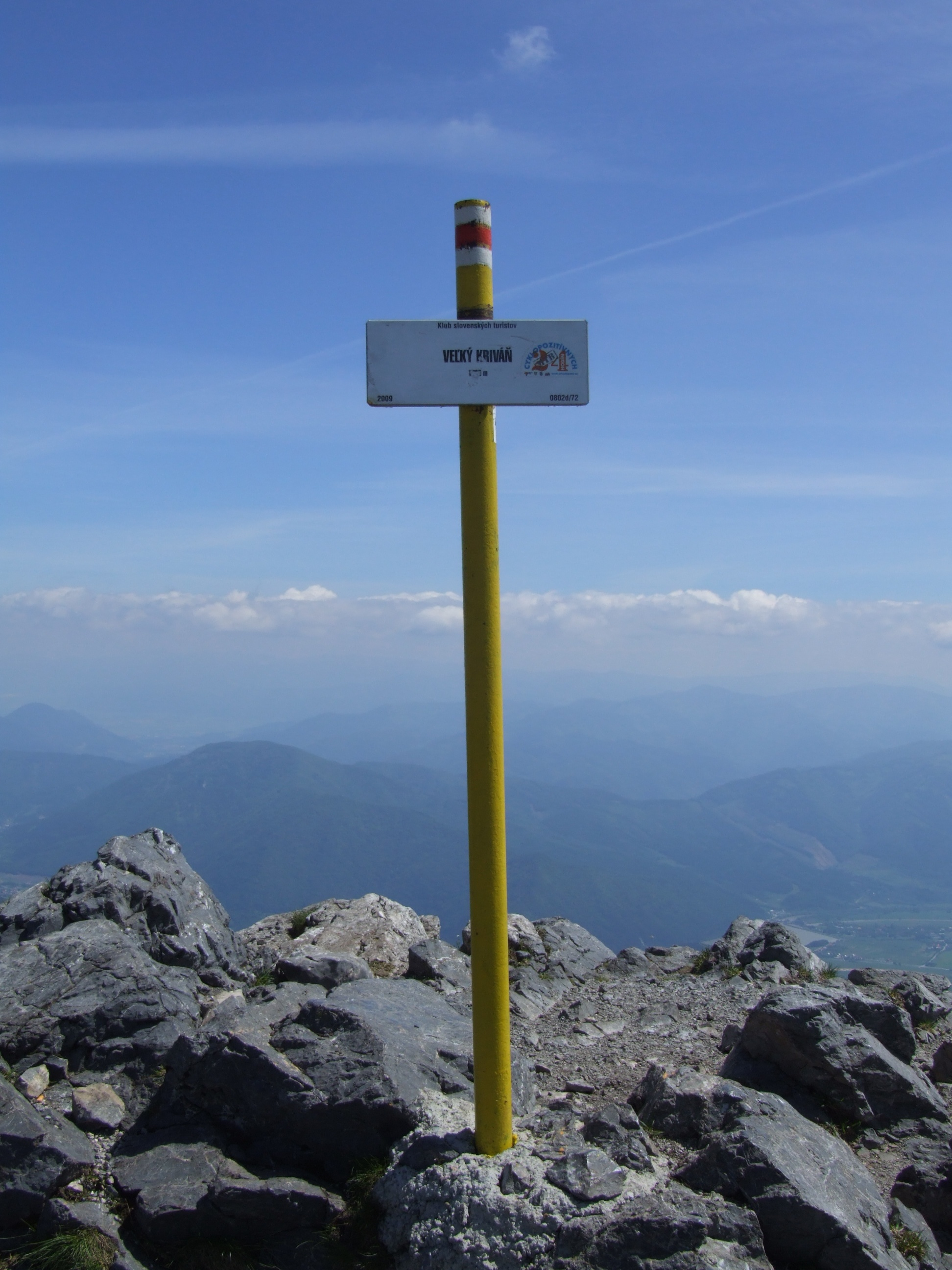
Top van de Veľký Kriváň (1.709 m).
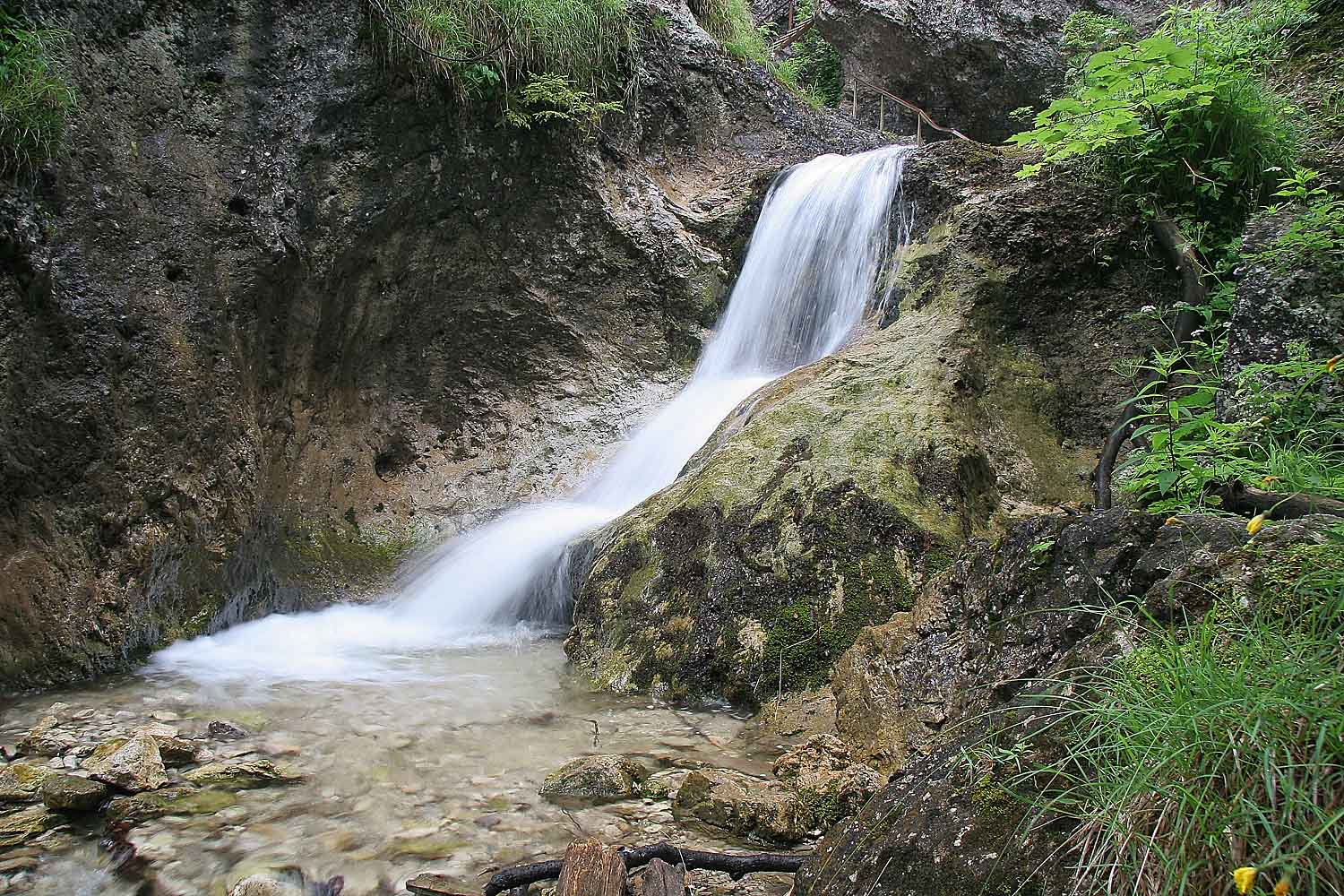
De waterval Horné Diery.
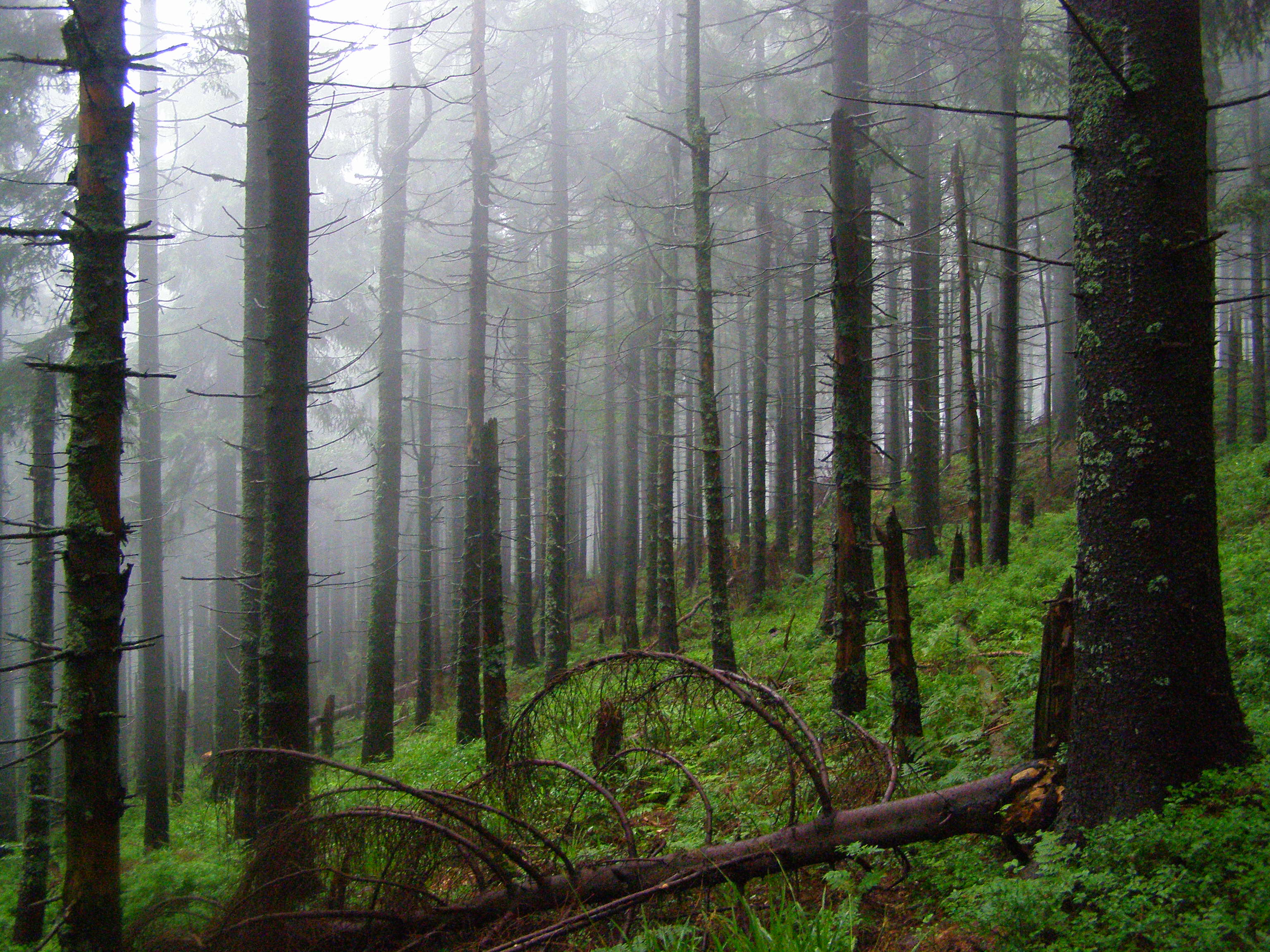
Een van de hooggelegen fijnsparrenbossen.
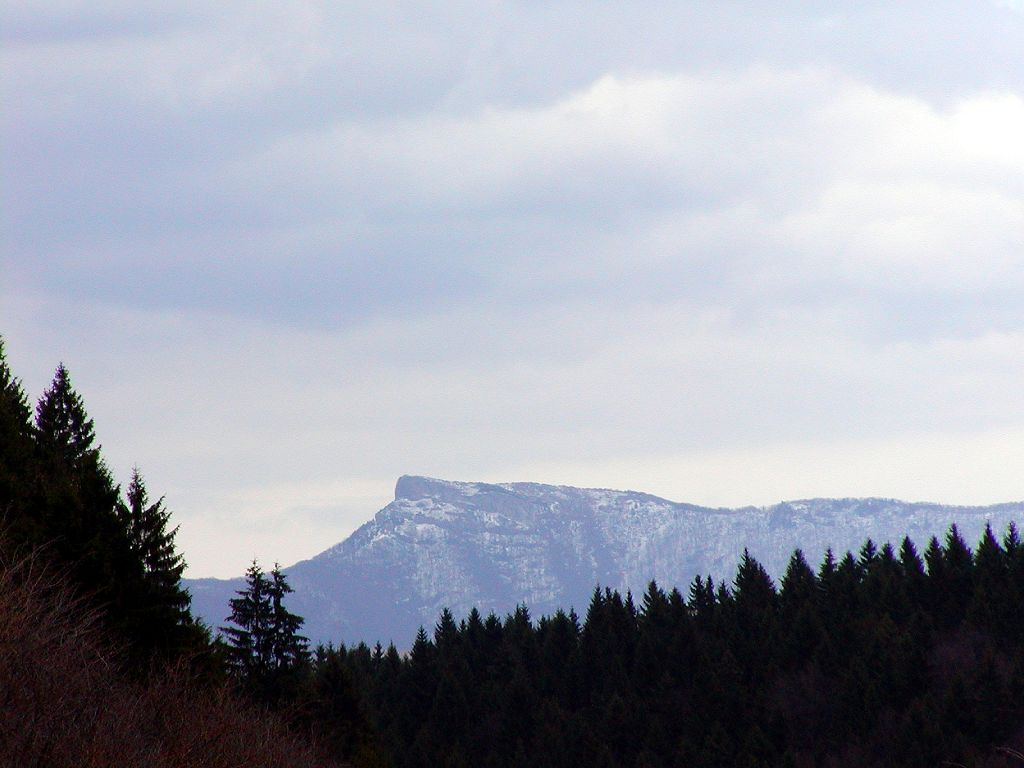
Uitzicht op de berg Kľak (1.352 m).
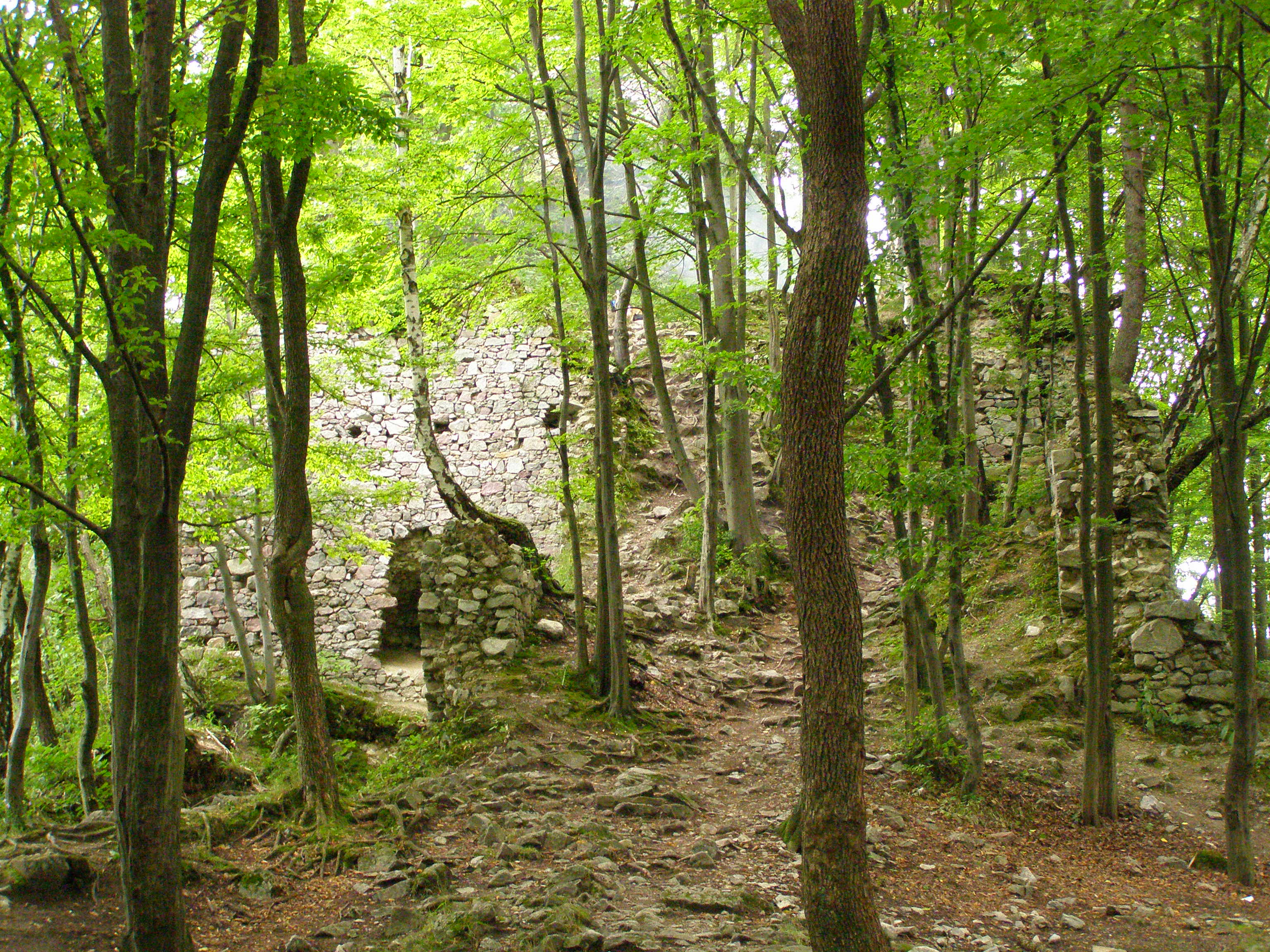
Ruïnes van het oude kasteel Starý hrad.

Grote Fatra · 
Kleine Fatra · 
Lage Tatra · 
Muránska Planina · 
Pieniny · 
Poloniny · 
Slowaakse Karst · 
Slowaaks Paradijs · 
Tatra